# 이재현 (1960년)
이재현(李載鉉, 1960년 10월 23일~)은 대한민국의 정치인이다. 제13대 인천광역시 서구청장이다.

## 학력
- 1979~1988 조선대학교 기계공학 학사
- 2004 한양대학교 공학대학원 환경공학 석사
- 2008 한양대학교 대학원 보건학 박사

## 주요 경력
- 2007.05~2008.02: 환경부 재정기획관
- 2009.02~2010.05: 제25대 낙동강유역환경청 청장
- 2010.05~2012.01: 환경부 기후대기정책관
- 2012.01~2012.11: 제22대 영산강유역환경청 청장
- 2012.11~2013.04: 환경부 상하수도정책관
- 2013.04~2015.01: 환경부 기획조정실 실장
- 2015.04~2018.01: 제7대 수도권매립지관리공사 사장[1]
- 2018.07~2022.06: 제13대 인천광역시 서구청장(민선 7기, 더불어민주당, 초선)

## 주요 이력
- 전라남도 영광군 출생(60년생)
- 더불어민주당 중앙당 환경특별위원장
- 환경부 기획조정실장(1급)
- SL공사 사장/드림파크 장학회 이사장
- 이태석 신부 후원회장(아프리카 수단어린이 장학회 이사장)
- 기술고등고시 제23회(행시 31회)
- 한양대학교 대학원 보건학 박사
- 홍조근정훈장 수상(06년, 천연가스버스 도입)
- 대통령 표창 수상(99년, 우수공무원상)
- 민선 7기 인천광역시 서구청장(2018년 7월 1일~2022년 6월 30일)

## 역대 선거 결과
| 실시년도 | 선거      | 대수 | 직책   | 선거구    | 정당         | 득표수     | 득표율         | 순위 | 당락 | 비고           |
| -------- | --------- | ---- | ------ | --------- | ------------ | ---------- | -------------- | ---- | ---- | -------------- |
| 2018년   | 지방 선거 | 13대 | 구청장 | 인천 서구 | 더불어민주당 | 144,002 표 | \| \| 63.6% \| | 1위  |      | 초선, 민선 7기 |
|          | 63.6%     |      |        |           |              |            |                |      |      |                |